# Saison 2008 des White Sox de Chicago
La Saison 2008 des White Sox de Chicago est la 108e saison en Ligue majeure pour cette franchise. Les White Sox décrochent le titre de la Division centrale de la Ligue américaine au terme d'une saison très disputée. Un match de barrage est même nécessaire pour départager Chicago et les Twins du Minnesota. Ce match décisif est remporté 1-0 par les White Sox qui s'inclinent ensuite au premier tour des séries éliminatoires face aux Rays de Tampa Bay.

## La saison régulière

### Classement
| Ligue américaine (Division Centrale) | V  | D  | %     | GB   |
| ------------------------------------ | -- | -- | ----- | ---- |
| White Sox de Chicago                 | 89 | 74 | 0.540 | --   |
| Twins du Minnesota                   | 88 | 75 | 0.543 | 1    |
| Indians de Cleveland                 | 81 | 81 | 0.500 | 7.0  |
| Royals de Kansas City                | 75 | 87 | 0.463 | 13.0 |
| Tigers de Detroit                    | 74 | 87 | 0.460 | 13.5 |

## Séries éliminatoires

### Série de division
| # | Date      | Adversaire | Score | Vic.        | Déf.    | Sauv.   | Affluence | Bilan |
| - | --------- | ---------- | ----- | ----------- | ------- | ------- | --------- | ----- |
| 1 | 2 octobre | @ Rays     | 6 - 4 | Shields     | Vázquez | Wheeler | 35 041    | 0-1   |
| 2 | 3 octobre | @ Rays     | 6 - 2 | Kazmir      | Buehrle |         | 35 257    | 0-2   |
| 3 | 5 octobre | Rays       | 5 - 3 | Danks       | Garza   | Jenks   | 40 142    | 1-2   |
| 4 | 6 octobre | Rays       | 6 - 2 | Sonnanstine | Floyd   |         | 40 453    | 1-3   |

## Statistiques individuelles

### Batteurs
Note: J = matches joués, AB = passage au bâton, H = coup sûr, Avg. = moyenne au bâton, HR = coup de circuit, RBI = point produit
| Joueur | J | AB | H | Avg. | HR | RBI |
| ------ | - | -- | - | ---- | -- | --- |

### Lanceurs partants
Note: J = matches joués, IP = manches lancées, V = victoires, D = défaites, ERA = moyenne de points mérités, SO = retraits sur prises
| Joueur | J | IP | V | D | ERA | SO |
| ------ | - | -- | - | - | --- | -- |

### Lanceurs de relève
Note: J = matches joués, SV = sauvetages, V = victoires, D = défaites, ERA = moyenne de points mérités, SO = retraits sur prises
| Joueur | J | SV | V | D | ERA | SO |
| ------ | - | -- | - | - | --- | -- |